# Emilio Q. Daddario
Emilio Quincy Daddario (Newton Center, 24 settembre 1918 – Washington, 7 luglio 2010) è stato un politico statunitense.

## Biografia
Nato a Newton Center, in Massachusetts, da Attilio e Giovanna (nata Ciovacco) Daddario, entrambi di origini italiane, ha frequentato le scuole pubbliche a Boston per poi passare alla Tilton School e alla Country Day School. Si è laureato nel 1939 presso la Wesleyan University di Middletown e successivamente ha frequentato la Scuola di legge dell'Università di Boston per passare, nel 1941, alla Scuola di legge dell'Università del Connecticut, presso cui si è laureato nel 1942.
Proprio nel 1942 iniziò ad esercire la professione di avvocato a Middletown ma con l'entrata in guerra degli Stati Uniti d'America nel 1943 si arruolò nello United States Army venendo assegnato all'Office of Strategic Services presso Fort Meade sotto il comando di Max Biagio Corvo. Negli anni di guerra servì nel teatro bellico del Mediterraneo e condusse le operazioni per la tentata cattura di Benito Mussolini. Daddario firmò infatti i documenti che consentirono ai partigiani Walter Audisio e Aldo Lampredi di catturare il Duce, pur essendo all'oscuro degli ordini dati ai due partigiani di fucilare i prigionieri catturati. Il giornalista Ferruccio Parri commentò che "si trattò di una gara di velocità che Daddario perse per poche ore: una differenza di poche ore che ha deciso della storia d'Italia".
Nello stesso periodo condusse con successo la cattura dei generali Rodolfo Graziani, Ruggero Bonomi e Rosario Sorrentino battendo sul tempo i partigiani italiani, intenzionati a passarli per le armi. Graziani il 15 giugno dello stesso anno scrisse una lettera a Daddario ringraziandolo per avergli salvato la vita; nella medesima lettera il generale aggiunse una richiesta sul quale Daddario mantenne sempre il massimo riserbo: "La prego di scrivermi e assicurarmi che quanto le lasciai in consegna venne consegnato a destinazione". Lasciò l'esercito nel settembre dello stesso anno col grado di capitano.
Fu insignito della Legion of Merit e della Bronze Star Medal. Tornato in patria rimase membro della Connecticut Army National Guard. Tra il 1946 e il 1948 fu sindaco di Middletown e successivamente fu nominato giudice presso la corte municipale della città. Come membro della guardia nazionale prestò servizio anche durante la guerra di Corea fino al 1952 col grado di maggiore. Dopo aver lasciato il servizio militare tornò ad Hartford dove continuò con la sua professione di avvocato.
Nel 1958 vinse le elezioni per il 58º Congresso degli Stati Uniti, venendo eletto nel 1º distretto del Connecticut alla Camera dei rappresentanti nelle file del Partito Democratico. In Congresso fu presidente della Sottocommissione per la ricerca scientifica e lo sviluppo e della Sottocommissione per brevetti ed invenzioni scientifiche; inoltre prese parte alla sottocommissione creata ad hoc per la pianificazione e lo svolgimento del programma Apollo della NASA. Scelse di non ricandidarsi alla Camera per poter correre come candidato governatore del Connecticut per il Partito Democratico, perdendo contro il candidato repubblicano Thomas Joseph Meskill con il 46,23% dei voti.
L'Accademia nazionale delle scienze gli ha conferito la Public Welfare Medal nel 1976 per i suoi "contributi in campo scientifico e per il benessere pubblico durante il suo mandato congressuale".

## Vita privata
Era sposato con Berenice Carbo, morta nel 2007, dalla quale ebbe tre figli: Anthony, Stephen e Richard, quest'ultimo divenuto funzionario del New York City Police Department e capo dell'anti-terrorismo tra il 2010 e il 2013. L'attrice Alexandra Daddario è sua nipote, in quanto figlia di Richard.